# Portulaca decorticans
Portulaca decorticans är en portlakväxtart som beskrevs av Michael George Gilbert. Portulaca decorticans ingår i släktet portlaker, och familjen portlakväxter. Inga underarter finns listade i Catalogue of Life.